# Liste von Fantasyfilmen der 1960er Jahre
Die Liste von Fantasyfilmen der 1960er Jahre gibt einen chronologischen Überblick über Kino- und abendfüllende TV-Produktionen, die im Zeitraum von 1960 bis 1969 in diesem Genre gedreht wurden. Bei der Nutzung ist zu beachten, dass ein Teil der aufgeführten Filme sich mit artverwandten Genres aus dem Bereich der Phantastik wie Horror und Science-Fiction überschneidet, aber auch Drama und Komödie. Die Liste erhebt keinen Anspruch auf Vollständigkeit und unterliegt einem laufenden Erweiterungsprozess.

## 1960
| Titel                                                              | Regie                              | Produktionsland                             |
| ------------------------------------------------------------------ | ---------------------------------- | ------------------------------------------- |
| Alakazam – König der Tiere 西遊記                                  | Taiji Yabushita, Daisaku Shirakawa | Japan                                       |
| Aschenblödel Cinderfella                                           | Frank Tashlin                      | Vereinigte Staaten                          |
| Faust                                                              | Peter Gorski                       | BR Deutschland                              |
| Der Gauner von Bagdad Il ladro di Bagdad                           | Arthur Lubin                       | Italien / Frankreich                        |
| Herr der drei Welten The 3 Worlds of Gulliver                      | Jack Sher                          | Vereinigte Staaten / Vereinigtes Königreich |
| Die Mühle der versteinerten Frauen Il mulino delle donne di pietra | Giorgio Ferroni                    | Italien / Frankreich                        |
| Das Schwert des roten Giganten I giganti della Tessaglia           | Riccardo Freda                     | Italien / Frankreich                        |

## 1961
| Titel                                                                | Regie                                          | Produktionsland      |
| -------------------------------------------------------------------- | ---------------------------------------------- | -------------------- |
| Atlantis, der verlorene Kontinent Atlantis, the Lost Continent       | George Pal                                     | Vereinigte Staaten   |
| Aufruhr im Spielzeugland Babes in Toyland                            | Jack Donohue                                   | Vereinigte Staaten   |
| Der Bauer als Millionär                                              | Rudolf Steinböck, Alfred Stöger                | Österreich           |
| Herkules im Netz der Cleopatra Sansone                               | Gianfranco Parolini                            | Italien / Frankreich |
| Die Herrin von Atlantis Antinea, l’amante della città sepolta        | Frank Borzage, Giuseppe Masini, Edgar G. Ulmer | Italien / Frankreich |
| Maciste, der Sohn des Herkules Maciste nella terra dei ciclopi       | Antonio Leonviola                              | Italien              |
| Maciste in der Gewalt des Tyrannen Maciste alla corte del Gran Khan  | Riccardo Freda                                 | Italien              |
| Maciste und die Königin der Nacht Maciste l’uomo più forte del mondo | Antonio Leonviola                              | Italien              |
| Maciste besiegt die Feuerteufel Il trionfo di Maciste                | Amerigo Anton                                  | Italien              |
| Macistes größtes Abenteuer Maciste contro il vampiro                 | Giacomo Gentilomo                              | Italien              |
| Pippi Langstrumpf Pippi Longstocking                                 | Frank Bunetta                                  | Vereinigte Staaten   |
| Das Spukschloß in der Via Veneto Fantasmi a Roma                     | Antonio Pietrangeli                            | Italien              |
| Vampire gegen Herakles Ercole al centro della terra                  | Mario Bava                                     | Italien              |

## 1962
| Titel                                                  | Regie                                                                 | Produktionsland      |
| ------------------------------------------------------ | --------------------------------------------------------------------- | -------------------- |
| Boccaccio 70 Boccaccio '70                             | Mario Monicelli, Federico Fellini, Luchino Visconti, Vittorio De Sica | Italien / Frankreich |
| Germanicus in der Unterwelt Maciste contro i mostri    | Guido Malatesta                                                       | Italien              |
| Der goldene Pfeil L'arciere delle mille e una notte    | Antonio Margheriti                                                    | Italien              |
| Maciste, der Rächer der Verdammten Maciste all'inferno | Riccardo Freda                                                        | Italien              |
| Die Rache des Ali Baba Le sette fatiche di Alì Babà    | Emimmo Salvi                                                          | Italien              |
| Seelenwanderung                                        | Rainer Erler                                                          | BR Deutschland       |
| Vulcanus, der Titan Vulcano figlio di Giove            | Emimmo Salvi                                                          | Italien              |
| Das Zauberschwert The Magic Sword                      | Bert I. Gordon                                                        | Vereinigte Staaten   |
| Der Herrscher von Cornwall Jack the Giant Killer       | Nathan Juran                                                          | Vereinigte Staaten   |

## 1963
| Titel                                              | Regie               | Produktionsland                            |
| -------------------------------------------------- | ------------------- | ------------------------------------------ |
| Herkules, Samson und Odysseus Ercole sfida Sansone | Pietro Francisci    | Italien                                    |
| Die Hexe und der Zauberer The Sword in the Stone   | Wolfgang Reitherman | Vereinigte Staaten                         |
| Jason und die Argonauten Jason and the Argonauts   | Don Chaffey         | Vereinigte Staaten, Vereinigtes Königreich |
| Kapitän Sindbad Captain Sindbad                    | Byron Haskin        | BR Deutschland / Vereinigte Staaten        |
| Perseus – der Unbesiegbare Perseo l’invincibile    | Alberto De Martino  | Italien / Spanien                          |
| Der Rabe – Duell der Zauberer The Raven            | Roger Corman        | Vereinigte Staaten                         |

## 1964
| Titel                                                           | Regie             | Produktionsland    |
| --------------------------------------------------------------- | ----------------- | ------------------ |
| Abenteuer im Zauberwald Морозко                                 | Alexander Rou     | Sowjetunion        |
| Die Hofnarrenchronik Bláznova kronika                           | Karel Zeman       | Tschechoslowakei   |
| Mary Poppins                                                    | Robert Stevenson  | Vereinigte Staaten |
| Der mysteriöse Dr. Lao 7 Faces of Dr. Lao                       | George Pal        | Vereinigte Staaten |
| Ursus und die Sklavin des Teufels Ursus il terrore dei Kirghisi | Anthony M. Dawson | Italien            |

## 1965
| Titel                                                   | Regie           | Produktionsland                             |
| ------------------------------------------------------- | --------------- | ------------------------------------------- |
| Herrscherin der Wüste She                               | Robert Day      | Vereinigtes Königreich / Vereinigte Staaten |
| Kampf um Atlantis Il conquistatore di Atlantide         | Alfonso Brescia | Italien / Ägypten                           |
| Der steinerne Wald Il tesoro della foresta pietrificata | Emimmo Salvi    | Italien                                     |

## 1966
| Titel                                                                           | Regie               | Produktionsland                      |
| ------------------------------------------------------------------------------- | ------------------- | ------------------------------------ |
| Alice hinter den Spiegeln Alice Through the Looking Glass                       | Alan Handley        | Vereinigte Staaten                   |
| Alice in Wonderland                                                             | Jonathan Miller     | Vereinigtes Königreich               |
| Alice in Wonderland (or What’s a Nice Kid Like You Doing in a Place Like This?) | Alex Lovy           | Vereinigte Staaten                   |
| Alice of Wonderland in Paris                                                    | Gene Deitch         | Vereinigte Staaten                   |
| Daimajin 大魔神                                                                 | Kimiyoshi Yasuda    | Japan                                |
| Daimajin Gyakushū 大魔神逆襲                                                    | Kazuo Mori          | Japan                                |
| Daimajin Ikaru 大魔神怒る                                                       | Kenji Misumi        | Japan                                |
| Gespensterparty Munster, Go Home!                                               | Earl Bellamy        | Vereinigte Staaten                   |
| Große Vögel, kleine Vögel Uccellacci e uccellini                                | Pier Paolo Pasolini | Italien                              |
| The Hobbit                                                                      | Gene Deitch         | Vereinigte Staaten, Tschechoslowakei |
| Der kleine Prinz                                                                | Konrad Wolf         | DDR                                  |
| Eine Million Jahre vor unserer Zeit One Million Years B.C.                      | Don Chaffey         | Vereinigtes Königreich               |

## 1967
| Titel                                    | Regie                          | Produktionsland              |
| ---------------------------------------- | ------------------------------ | ---------------------------- |
| Anyone Lived in a Pretty How Town        | George Lucas                   | Vereinigte Staaten           |
| Camelot – Am Hofe König Arthurs Camelot  | Joshua Logan                   | Vereinigte Staaten           |
| Doktor Dolittle Doctor Dolittle          | Richard Fleischer              | Vereinigte Staaten           |
| Doktor Faustus Doctor Faustus            | Richard Burton, Nevill Coghill | Vereinigtes Königreich       |
| Der Fluch der Mumie The Mummy's Shroud   | John Gilling                   | Vereinigtes Königreich       |
| Die Hexe ohne Besen Una bruja sin escoba | José Maria Elorrieta           | Spanien / Vereinigte Staaten |
| Die Nibelungen                           | Harald Reinl                   | BR Deutschland / Jugoslawien |
| Schöne Isabella C’era una volta…         | Francesco Rosi                 | Italien / Frankreich         |
| Der Sklave der Amazonen Slave Girls      | Michael Carreras               | Vereinigtes Königreich       |

## 1968
| Titel                                                      | Regie                | Produktionsland                           |
| ---------------------------------------------------------- | -------------------- | ----------------------------------------- |
| Bestien lauern vor Caracas The Lost Continent              | Michael Carreras     | Vereinigtes Königreich                    |
| Candy                                                      | Christian Marquand   | Italien / Frankreich / Vereinigte Staaten |
| Fando y Lis                                                | Alejandro Jodorowsky | Mexiko                                    |
| Käpt’n Blackbeards Spuk-Kaschemme Blackbeard’s Ghost       | Robert Stevenson     | Vereinigte Staaten                        |
| Neel Kamal                                                 | Ram Maheshwari       | Indien                                    |
| Taiyō no Ōji: Horusu no Daibōken 太陽の王子 ホルスの大冒険 | Isao Takahata        | Japan                                     |
| Tschitti Tschitti Bäng Bäng Chitty Chitty Bang Bang        | Ken Hughes           | Vereinigtes Königreich                    |

## 1969
| Titel                                           | Regie        | Produktionsland           |
| ----------------------------------------------- | ------------ | ------------------------- |
| Der gestiefelte Kater 長靴をはいた猫            | Kimio Yabuki | Japan                     |
| Die Konferenz der Tiere                         | Curt Linda   | BR Deutschland            |
| Pippi geht von Bord Här kommer Pippi Långstrump | Olle Hellbom | Schweden                  |
| Pippi Langstrumpf                               | Olle Hellbom | Schweden / BR Deutschland |